# Sand (Bas-Rhin)
Sand ist eine französische Gemeinde mit 1408 Einwohnern (Stand 1. Januar 2021) im Département Bas-Rhin in der Region Grand Est (bis 2015 Elsass).

## Geografie
Die Gemeinde Sand liegt in der Oberrheinebene, etwa 25 Kilometer südlich von Straßburg. Durch das Gemeindegebiet fließt die Ill, ein Nebenfluss des Rheins.

## Bevölkerungsentwicklung
| Jahr      | 1962 | 1968 | 1975 | 1982 | 1990 | 1999 | 2006 | 2018 |
| Einwohner | 659  | 685  | 735  | 762  | 941  | 1073 | 1137 | 1330 |

## Partnerschaften
Sand ist verschwistert mit dem Ortsteil Sand der Gemeinde Willstätt, Baden-Württemberg, Deutschland.

## Weblinks

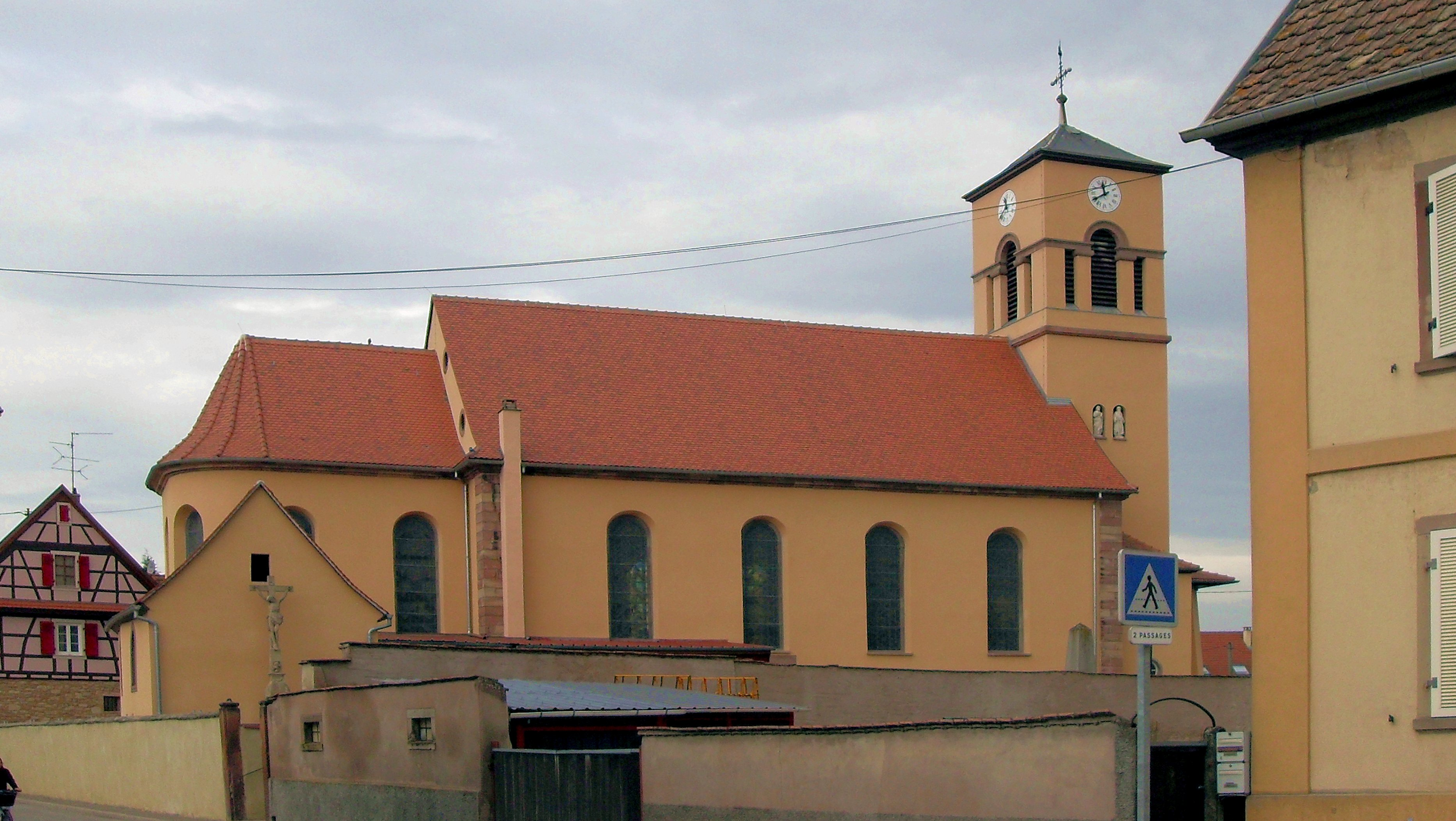
Kirche St. Martin in Sand